# Kecskeméti kisvasút
A kecskeméti kisvasút egy keskeny nyomközű vasúti hálózat a Kiskunságban és a Bugaci-homokháton, amely a 148-as számú Kecskemét–Kiskőrös és a 149-es számú Kecskemét–Kiskunmajsa vonalakból áll.
A teljes hálózaton a személyszállítás 2009. december 13-tól, a 2009/2010. évi menetrendváltástól szünetelt. Az utolsó vonatok Kiskőrös felé december 11-én, Kiskunmajsa felé december 12-én közlekedtek. A korábbi Kiskőrösre vezető vonalat, valamint a megmaradt vonal Kecskemét KK és Jakabszállás közti szakaszát a minisztérium hivatalosan 2024. január 1-jével törölte a közforgalmú vasútvonalak közül. A kisvasúti napja augusztus második szombatja.
Miután a minisztérium 2022-ben megadta rá az engedélyt, a hajdani 149-es vasútvonalon 2023 tavaszától Jakabszállás és Kiskunmajsa között, 2024 tavaszától pedig Kecskemét és Kiskunmajsa állomások között indult újra a menetrend szerinti közlekedés: minden hónap második szombati napján motoros hajtányokkal indulnak járatok.

## Története

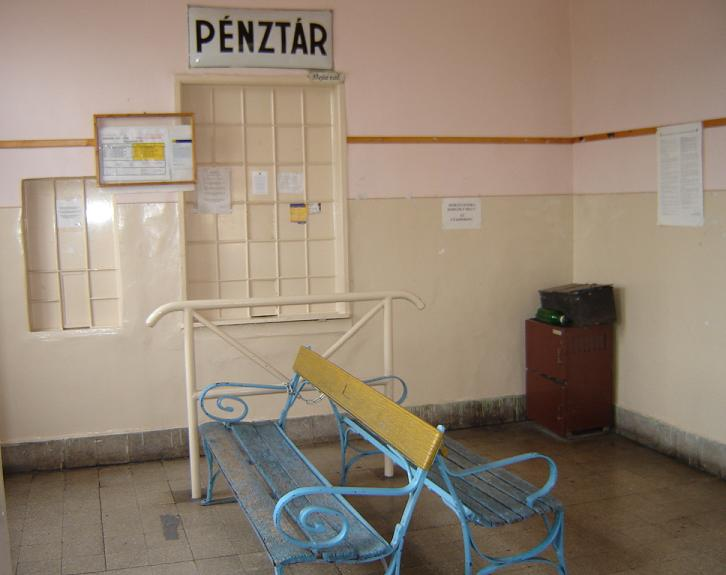
Kecskemét KK állomás felvételi épületének váróterme

A kecskeméti kisvasút is, mint a legtöbb kisvasút faanyag és egyéb más termékek szállítására jött létre. A Kecskemét Város Erdőhivatalánál dolgozó Bakkay József vetette fel először, hogy a Bugac melletti erdőkből a tüzelőnek használt faanyagot kisvasúton szállítsák az Alsómonostori téglaégetőbe, és Kecskemét városába. A 15 km-es gazdasági vasutat 1920 decemberében adták át. A vasút 600 mm-es nyomtávval épült. 1928-ban átépítették 760 mm-re, majd 1930-ban megszűnt a forgalom csökkenése miatt.
A vasútüzem kibővítése 1927 őszén kezdődött. Kecskemét és Kiskunmajsa között 51 km-es fővonalat építettek, amely Kecskemét alsó MÁV állomásnál szintben keresztezte a Budapest–Lajosmizse–Kecskemét-vasútvonalat és a Fülöpszállás–Kecskemét-vasútvonalat. Az új vasútvonalat 1928. szeptember 12-én adták át. Ezzel együtt megépült Kecskeméten a Rávágy téri új végállomás és az átrakodó a nagyvasúthoz. A környékbeli tanyákon élőknek nagy fejlődést jelentett a kisvonat, mert ez volt az egyetlen közlekedési eszközük. A személyszállítás mellett a megtermelt árukat is gyorsan el tudták szállíttatni a városba, illetve az átrakodó állomásnak köszönhetően bárhova az országon belül. Ezen a vonalon már kezdetektől napi három vonatpár közlekedett, reggel, délben és este. Kezdetben négy gőzmozdony látta el a szolgálatot, Jónás, Jakab, Lajos, és Ilonka neveket kapták. Majd 1935-ben két motorosmozdony-t, M1 - M2, Dmot 951 - 952 vásároltak a GANZ-tól, és 1940-ben a Ganz-M3 Dmot953-at, és a használt Feri nevű gőzmozdonyt.
Az 1929–1933 közötti gazdasági válság miatt a vasút léte veszélybe került. Kecskemét város vezetői nem nyugodtak bele, hogy a nemrégiben épített vasútjukat a bezárás fenyegeti. A jövőt a turizmusban látták. Létrehozták a Kecskeméti Idegenforgalmi Irodát, mely Bugacpusztán programokat, kirándulásokat kezdett szervezni. Óriási kampánnyal hívták fel az emberek figyelmét a kisvasútra és Bugacpusztára. Több neves hazai és külföldi személyiség is megfordult itt, például Móricz Zsigmond, Gusztáv Adolf a későbbi svéd király és Rabindranáth Tagore Nobel-díjas költő, író. A gőzmozdonyokat ekkor cserélték le dízelmeghajtású motorkocsikra, közülük a Dmot 953 ma Nagycenken található kiállítva.
Az 1930-as évek folyamán több terv is született a vasútüzem bővítésére új vonalakkal. Felmerült a kiskunmajsai vonal meghosszabbítása a Szegedi Kisvasút felé – összekapcsolva a két hálózatot, valamint új vonalak építése Kiskőrös, Kiskunhalas, Cegléd, a Kecskeméti nagyállomás és Tiszaug irányába. Végül a kiskőrösi vonal megépítésébe kezdtek bele az 1940-es években, a második világháború azonban több évig hátráltatta a munkát, csak az alépítmény építése kezdődött meg. A háború után azonban folytatódott a munka. 1947-ben Törökfáitól Páhig, majd 1948-ban Kiskőrösig megépítették a vágányokat. Így a vasútüzem elérte a 100 km-es vágányhosszt.
1949 év elején Kecskemét város tulajdonából a MÁV tulajdonába került a vasútüzem. 1961-ben területrendezés miatt felszedték a Rávágy tér és az átrakodó közti mintegy 1 km-es szakaszt. 1961 júliusában kezdték meg az Mk49-es mozdonyok próbaüzemét, de a tapasztalatok alapján nem váltak be, ezért később Mk48-asokra cseréltek, amelyek próbáját is itt végezték. A sikeres próbák után a kisvasút bezárásáig folyamatosan üzemeltek a vonalakon az Mk48 -asok.
1981-ben a Halasi úti felüljáró építése miatt átépítették Kecskemét KK állomást, és megszüntették a Kecskemét-alsó pályaudvarhoz kapcsolódó pályaszakaszt is. 1984-ben Kecskemétre került a 490-053-as gőzmozdony, a Bugaci Kispöfögő amellyel különvonatokat továbbítottak 2008-ig. A 90-es évekre megszűnt a teherszállítás a hálózaton, a megmaradt teherkocsikat a vonalak különböző állomásain tárolták. A csökkenő utasszám miatt az ezredfordulóra általánossá váltak a mindössze egykocsis szerelvények. A kisvasúton 2009 decemberében megszűnt a személyszállítás. Az utolsó vonatok december 12-én közlekedtek Kecskemét és Kiskunmajsa között. Bár a kiskőrösi vonalrész is ezen a napon szűnt volna meg, december 11-én Kispáhi közelében kisiklott a 31715 számú személyvonat. A MÁV úgy döntött, nem állítja helyre a pályát, így utolsó nap pótlóbuszok jártak ezen a viszonylaton.

## A bezárás után
A pálya, a létesítmények és a járművek további sorsa bizonytalan, aggodalomra ad okot, hogy máris megkezdődtek a rongálások.
A brüsszeli székhelyű Európai Múzeum- és Turistavasutak Szövetsége éves konferenciájának 2010-ben Magyarország adott otthont. Az utolsó napon (2010. április 28.) a külföldi vendégek tiszteletére a kisvasút tett egy külön menetet Kecskemét KK és Bugac felső között. Ezen esemény után az is szóba került, hogy a kecskeméti kisvasút egy része működhetne majd turisztikai vasútként.
Az idők során négy Mk48-as mozdony (2008, 2013, 2022, 2036) és 2 BDa-w kocsi került Kecskemétről a Balatonfenyvesi Gazdasági Kisvasútra.
2022 nyarától a szegedi Vasúttörténeti Alapítvány szervezésében a 149-es vonal Bugac környéki részein előre meghirdetett napokon menetrendszerinti motoros hajtányozás-ra van lehetőség. 2024 tavaszán a teljes 149-es vonalat alkalmassá tették hajtányozásra. A hajtányozásra alkalmas vonalszakasz a Kiskunsági hajtánypálya nevet kapta. 2024. január 1-jével a Kiskőrösre vezető vonalat, valamint a Kecskemét KK-Jakabszállás szakaszt hivatalosan is törölték a MÁV vasútvonalak közül.

## Pálya

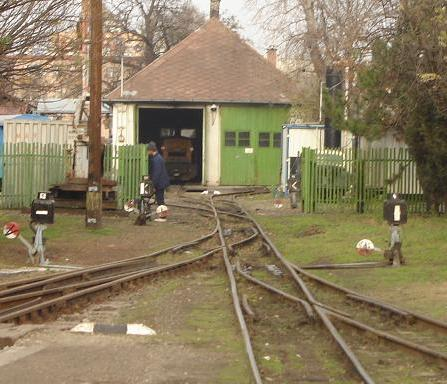
Kecskemét KK állomás fűtőháza, kézi állítású váltókkal

A vasúti pálya végig egyvágányú, jellemzően a homokba fektetett fa- és betonaljas felépítmény került beépítésre „i” és „c” sínekkel. Kecskeméten egy tároló és három fordító-indító vágánnyal, míg Törökfái, Orgovány és Bugac felső állomásokon három vágány található, a többi állomás kétvágányos. Kecskemét és Bugac között 30–35 km/h az engedélyezett sebesség, de a többi szakaszon a rossz állapotok miatt nem voltak ritkák a 15 km/h-s korlátozások sem. Az utolsó előtti üzemnapon pályahiba miatt siklott ki egy vonat Páhi közelében.

## Kecskemét KK
A kisvasút kezdőponti állomása Kecskemét déli részén helyezkedik el. A felvételi épület leromlott állapotú, sok apró részlet még az eredeti állapotokat tükrözi. A keleti homlokzat középrizalitján Kecskemét város címere, a tetőn pedig kovácsoltvas keretben a KGV (Kecskeméti Gazdasági Vasút) felirat található. Az állomás végén elhelyezkedő fűtőház mellett szénszerelő darut találunk. Gázolajszereléshez kialakítottak a dízelmozdonyok számára egy csonkavágányt is.

## Járműállomány

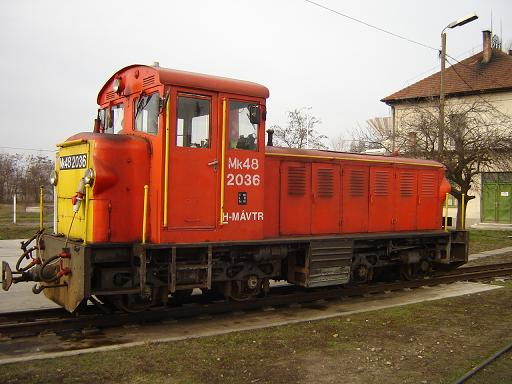
Mk48-as mozdony üzemanyagtöltés közben Kecskemét KK-n

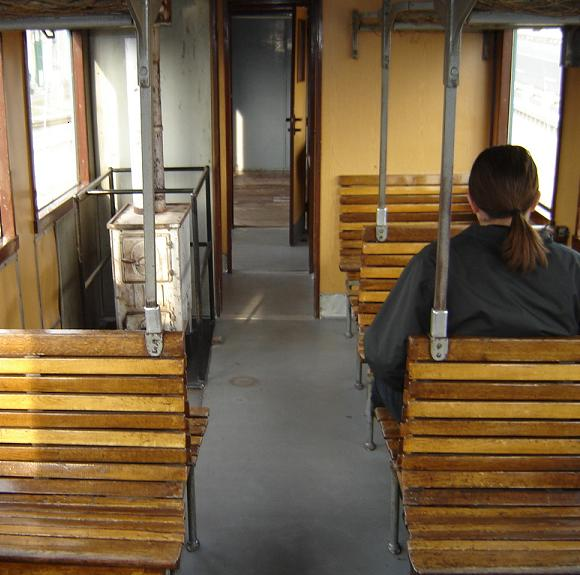
A Kecskeméti kisvasút egyik Bda-w személykocsija belülről. Érdemes megfigyelni az utastér fűtésére szolgáló kályhát.

- 490,053 pályaszámú gőzmozdony, a Bugaci Kispöfögő, 1942-ben készült a MÁVAG gyárában, 1983-ban a Szobi Gazdasági Vasútról szállították át.
- Mk48 sorozatú dízelmozdonyok (2 db, pályaszámaik: 2030, 2036)[11]
- Ba-w személykocsik a menetrendszerű forgalomhoz (6 db: 25-01 441-9, 447-6, 448-4, 451-8, 452-6, 453-4)
- Ba-w személykocsik a nosztalgia járatokhoz (3 db: 25-01 454-2, 455-9 és 456-7)
- BDa-w személykocsik (3 db: 25-01 610-9, 613-3, 616-6)

A budapesti MÁV Széchenyi-hegyi Gyermekvasútra átköltözött Mk48 2030-as mozdony adatai:
| Pályaszám | Gyártási év | Kecskemétre érkezett | Korábbi állomáshelyek |
| --------- | ----------- | -------------------- | --------------------- |
| Mk48 2030 | 1961        | 1972. után           | Békéscsaba, Szeged    |

Korábban a 2036-os már volt Kecskeméten, a ceglédi és a balatonfenyvesi szolgálat között. Megfordultak itt továbbá az alábbi pályaszámú mozdonyok: 1004, 1006, 1007, 1009, 1011, 2001, 2003, 2004, 2008, 2013, 2015, 2021, 2022, 2030, 2031, 2036, 2038, 2039

## Keskeny Nyomközű Vasúti Járműskanzen

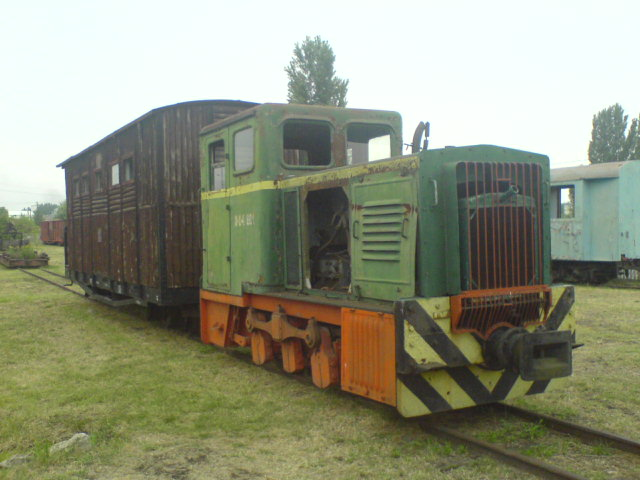
L–60-as mozdony a járműskanzenben kiállítva, Kecskemét KK-n (A mozdonyt 2007-ben elszállították)

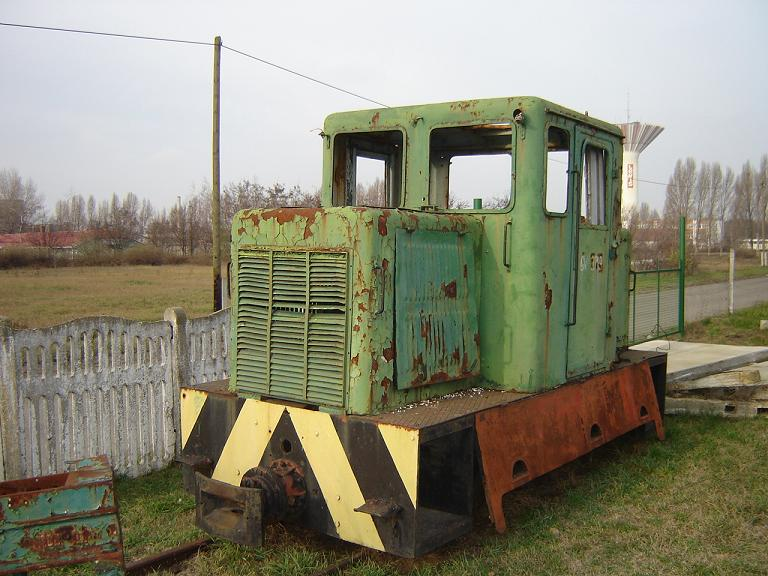
C–50-es mozdony a járműskanzenben kiállítva, Kecskemét KK-n

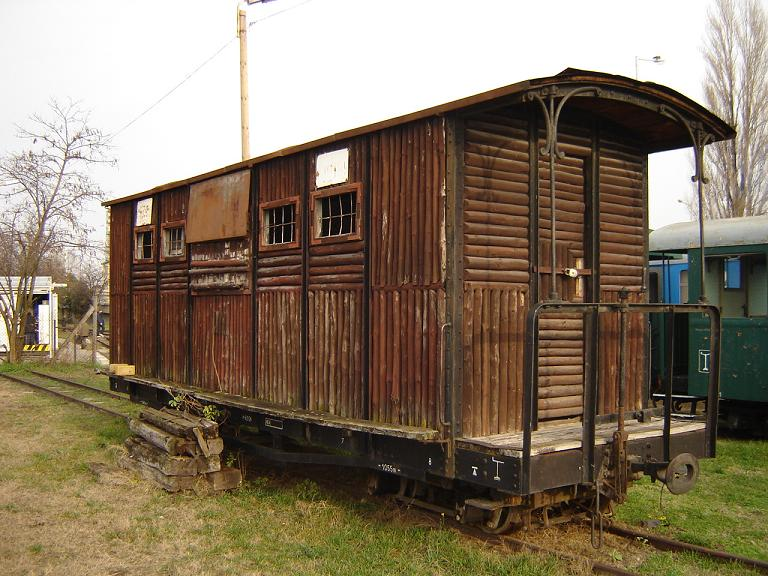
Büfékocsi a járműskanzenben kiállítva, Kecskemét KK-n

1996. április 26-án, a magyar vasútközlekedés 150. évében adták át a kisvasút végállomásánál a szegedi Vasúttörténet Alapítvány, a MÁV, Kecskemét Megyei Jogú Város Önkormányzata, valamint a helyi dolgozók segítségével létrejött keskeny nyomközű járművek szabadtéri kiállítását. A kecskeméti mellett más kisvasutak állományából is láthatunk itt járműveket, sajnos egyre rosszabb állapotban.
Kiállított tárgyak:
- C–50 mozdony (GV 3719, illetve GV 319 pályaszámmal) Balatonfenyvesről (2010-ben elszállítva)
- L–60 mozdony (D 04-601) Szilvásváradról (elszállítva 2007-ben, ma a szobi kisvasút mozdonya)
- Ba-w (50 55 25-01 443-5) személykocsi (Korábban Bax sorozat, 2000-ben kiégett)
- BDa-w (50 55 25-01 614-1) poggyászteres személykocsi (Korábban Bax sorozat)
- K03-211 ÁEV büfékocsi
- Fa-w (82 55 600 4081-8) magas oldalfalú, nyitott teherkocsi fékbódéval (Korábban Jah 2046)
- Fa-w (82 55 600 4127-9) pőrekocsi fékállással (Korábban Jah 3723, illetve KGV 302)
- Fa-w (82 55 600 4126-1) pőrekocsi (Korábban Jah 3699, illetve KGV 313)
- Uba (51029) billenthető szekrényű kőszállító kocsi (a szobi kőbányából)
- Ha-w (82 55 200 4043-7) fedett teherkocsi (Korábban Gah 1720)
- NA 37/18 (80 55 536 1150-2) zsámolyozókocsi (Magyarországon egyedi példány)
- XAT (50 55 706 2010-3) tartálykocsi
- Rönkszállító forgózsámolyok
- 490,053 gőzmozdony kazánja
- Nem biztosított alak főjelző

Érdemes megemlíteni az állomáson tárolt ritkaságnak számító Wanderer sínautót, a MÁÉV S. 05-207 típusú Skoda motoros sínbuszt ("Ezüst Nyíl"), valamint a motoros és kézi hajtányokat is (pl. "Kék hintó").

## Nevezetességek és látnivalók a vasút környékén
- Kecskemét
- Bugaci puszta
- Bugacpusztai csárda
- Kiskunmajsai gyógyfürdő
- Petőfi Sándor szülőháza Kiskőrösön
- Kiskunsági Nemzeti Park

### Szakirodalom
- Dr. Horváth Ferenc: 75 éves a bugaci kisvasút (Tiberias Bt., 2003)
- Tusnádi Csaba Károly: Magyarországi kisvasutak (Pallas Stúdió, Budapest, 2000)
- Horváth Ferenc: Ötven éves a kecskeméti kisvasút kiskőrösi vonala, 1952–2002; MÁV Rt. Vezérigazgatóság, Budapest, 2002 (Vasúthistória könyvek)

### Az interneten
- Kecskeméti Kisvasút és Hajtánypálya - A vasút hivatalos honlapja
- Fényképek kisvasut.hu-n
- Története
- A 2004-es kisvasúti nap
- A 2007-es kisvasúti nap[halott link]
- A 2008-as kisvasúti nap
- A 2009-es kisvasúti nap[halott link]
- A kispöfögőről
- Képek a kisvasútról[halott link]
- Beszámoló a Kecskemét-Kiskőrös vonalról (részben)
- A kiskőrösi vonal állomásai[halott link]
- A kiskunmajsai vonal állomásai[halott link]
- Magyarország kisvasútjai – A bugaci vasút (1971) Rácz Gábor és Rockenbauer Pál filmje (részlet)
- A kisvasút oldala

### A bezárásról
- A kisvasút.hu a megszüntetésről
- Az indóház.hu a megszüntetésről Archiválva 2015. április 9-i dátummal a Wayback Machine-ben
- A baon.hu a megszüntetésről I. Archiválva 2009. december 14-i dátummal a Wayback Machine-ben
- A baon.hu a megszüntetésről II. Archiválva 2009. december 16-i dátummal a Wayback Machine-ben
- Kecskemét MJV honlapja a bezárásról
- Képek a bezárás utáni állapotokról[halott link]

## Videók
- A 2009-es kispöfögés
- Vonat érkezik Kecskemétre
- Érkezés Törökfái állomásra
- Törökfái állomáson
- Hittanya megállóhely felé
- Jó minőségű videó a kisvasútról
- A 2009-es kisvasúti napon
- Könnyes búcsú a bugaci kisvasúttól (index.hu)
- Búcsúztató videó
- Emlékvideó
- Kecskeméti kisvasút 1928-2009